# Ichihashi (Klan)

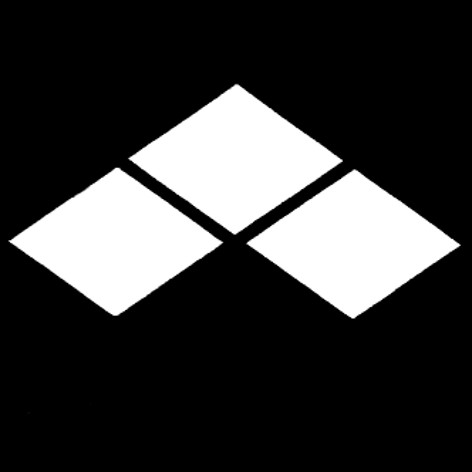
Wappen der Ichihashi („Drei liegende Rauten“)

Die Ichihashi (japanisch 市橋氏, Ichihashi-shi) waren eine Familie des japanischen Schwertadels (Buke) aus der Provinz Mino, die sich von den Seiwa-Genji ableitete. Die Ichihashi gehörten während der Edo-Zeit mit einem Einkommen von 20.000 Koku zu den kleinen Tozama-Daimyō.

## Genealogie
- Nagakatsu (長勝; 1558–1621), Shimousa no kami, residierte zunächst in Imao in der Provinz Mino. 1608 wurde er nach Yabashi (Provinz Hōki) versetzt und 1616 nach Sanjō (Provinz Echigo) mit 20.000 Koku. Als er ohne Erben starb, wurde sein Neffe Nagamasa, Izu no kami, sein Nachfolger.
- Nagamasa (長政; 1575–1648) verfügte über ein Einkommen von 20.000 Koku. Er ließ sich in Hino[1] nieder und errichtete auf dem Gelände des Nishō-ji (仁正寺) ein Festes Haus (陣屋, Jinya). Auf dem Gelände hatte einst die Burg Nakano (中野城) beziehungsweise Hino (日野城) des Gamō-Klans gestanden, war aber 1603 aufgegeben worden.

Die Ichihashi blieben dort bis zur Meiji-Restauration, der Chef des Hauses erhielt anschließend den Rang eines Vizegrafs. 
Die ehemalige Residenz, am Hino-Fluss gelegen, befindet sich heute teilweise unter Wasser, seitdem ein Damm den Fluss an dieser Stelle zu einem See staut.